# تشاك ستيفنز
تشاك ستيفنز (بالإنجليزية: Chuck Stevens)‏ هو لاعب كرة قاعدة أمريكي، ولد في 10 يوليو 1918، وتوفي في 28 مايو 2018 في لونغ بيتش في الولايات المتحدة.

## وصلات خارجية
- تشاك ستيفنز على موقع دوري كرة القاعدة الرئيسي (الإنجليزية)
- تشاك ستيفنز على موقعبيزبول رفرنس.كوم (الدوري الرئيسي) (الإنجليزية)
- تشاك ستيفنز على موقع جمعية أبحاث البيسبول الأمريكية (الإنجليزية)
- تشاك ستيفنز على موقع إي إس بي إن.كوم (أم.أل.بي) (الإنجليزية)